# 上徳富駅
上徳富駅（かみとっぷえき）は、かつて北海道樺戸郡新十津川町大和にあった日本国有鉄道（国鉄）札沼線の駅（廃駅）である。事務管理コードは▲120206。

## 歴史
- 1931年（昭和6年）10月10日 - 札沼北線石狩沼田 - 中徳富（初代、現在の新十津川）間開通に伴い開業[3]。一般駅[1]。
- 1943年（昭和18年）10月1日 - 石狩月形 - 石狩追分間の営業休止（不要不急線）により休止[1]。
- 1953年（昭和28年）11月3日 - 浦臼 - 雨竜間復活に伴い営業再開[1]。
- 1964年（昭和39年）4月1日 - 業務委託化。
- 1972年（昭和47年）6月19日 - 札沼線新十津川 - 石狩沼田間廃止に伴い廃駅となる[1]。

### 駅名の由来
地域名の「徳富」に、石狩川を基準にして中流にあることから「上」を冠した。

## 駅構造
駅舎は札幌に向かって左手の東側に設置され、駅裏側利用の島状の単式ホーム1面1線と、駅舎とホーム間に貨物線1本を有していた。両端の分岐は貨物線側が開いた片開分岐の1線スルー状で、石狩追分に良く似ていたが、駅舎横札幌方に貨物ホームがあった。

## 利用状況
乗車人員の推移は以下のとおり。1日平均は年間の値を当該年度の日数で除した値を括弧書きで示す。
| 年度               | 乗車人員 | 乗車人員 | 出典  | 備考                        |
| 年度               | 年間     | 1日平均  | 出典  | 備考                        |
| ------------------ | -------- | -------- | ----- | --------------------------- |
| 1953年（昭和28年） | 9,374    | (25.7)   | [ 6 ] | 同年11月3日より営業（再開） |
| 1958年（昭和33年） | 67,508   | (185.0)  | [ 6 ] |                             |
| 1962年（昭和37年） | 53,004   | (145.2)  | [ 6 ] |                             |

## 周辺
- 国道275号
- 志寸川

## 駅跡
駅舎は農機具倉庫として利用されていたが、2008年（平成20年）7月に取り壊された。
民間に払下げられた駅長・助役用の官舎が残っている。
駅名標は、郷土資料館に展示されている。

## 隣の駅
日本国有鉄道
札沼線 
石狩橋本駅 - 上徳富駅 - 北上徳富駅